# GOLF (歌手)

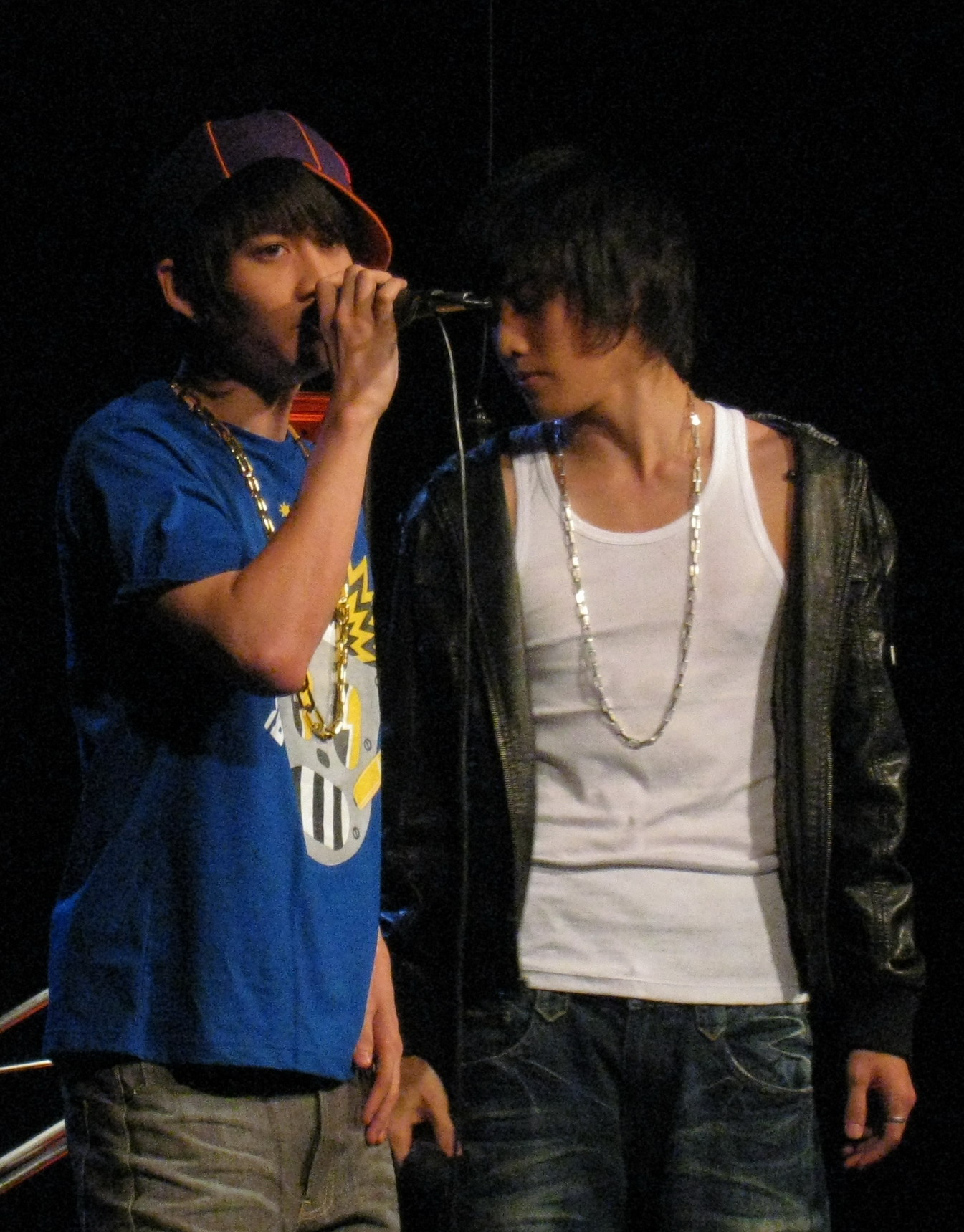
Golf & Mike （2009年）

GOLF（ゴルフ）は、タイ最大手の芸能プロダクション　GMMグラミー（グランミー）に所属するGOLF&MIKEのメンバー。G-Junior出身（第1期生）。

## 人物
本名はPichaya Nitipaisalkul（ピチャヤ・ニティポーサンクン）。愛称の「GOLF」は、GOLFが生まれた頃にタイでゴルフが流行り始めたことに由来する。生年月日1987年（仏暦2530年）2月20日金曜日、身長170cm、体重54kg、血液型B型。家族構成は父、母、兄2人（ZAN・BANK）、弟1人（MIKE）、妹1人（YING）の7人家族である。中華系の家系である。シベリアン・ハスキーを飼っている。
幼少時、オーストラリアのシドニーに住んでいた。Pirintorn Kindergarten、Coverdale Christian School、Ruamrudee International Schoolを経て、現在Mahidol University International Collegeに在学中。
積極的な性格で、誰とでも仲良くなれる。自らについては「自信過剰気味なところがあるので、もっと謙虚にならなければと思う」と発言している。
好きな音楽のジャンルはPop・Jazz・Dancehall・R&B・Hip-Hop。好きなアーティストはマイケル・ジャクソン、ジャスティン・ティンバーレイク、アッシャー、ピ（RAIN）、クリス・ブラウン。好きななスポーツはバスケットボール、スノーボード。特にバスケットボールは得意で、代表曲「BOUNCE」の楽曲とPV共に全面的に使用されGOLF&MIKEのイメージとして浸透している。
MIKEと共に、バンコクのサイアム・スクエア（「東京」でいう「渋谷」）に「goofie mikie」というショップを持っている（経営は母、Webmasterは兄ZANが担当。）。両親が「MICHEL ANGELO」というファッションブランドを経営している。
兄のZAN、BANKもかつて「ZAN&BANK」という名で、アイドルとして活動していた（90年代後半にRSプロモーションからアルバムをリリース、「Arai Wa」がヒット）。兄達に憧れて、幼少時MIKEと一緒に家でよく真似をしていた。2006年3月バンコクで行われたGOLF&MIKEの初のコンサートでは、ZAN、BANKもステージに登場し4人で歌った一幕もあった。
日本での「Kitty GYM」としての活動に入る前、バンコクで日本語の特訓を受けた。学校で日本語のクラスも取っている為、ひらがなとカタカナの読み書きが出来る。
コンセント恐怖症。原因は幼少時にランプをプレゼントされた際に、コンセントを差し込もうとしてビリッときたことに因る。日常でもなるべくコンセントには触らないようにしていて、友達に頼んだりしている。
イラストを得意とし、CDやポスターなどで見られる、GOLF&MIKEを表す2匹の猿「DA MONKIEZ」をデザインした。歌手の他にグラフィック・デザイナーにもなりたいと思っている。
ポケモンが大好きで、初恋相手に振られた理由は「ポケモンゲームに夢中になりすぎたから」。
主演したタイドラマ「恋する悪魔くん（デビル・ラバー）」が北九州市でロケを行った縁で、2015年「北九州市特命大使（文化）」に任命された。